# Martin Pošta
Martin Pošta (* 6. listopadu 1966 Most) je český kouč osobního, profesního i firemního růstu, muzikálový zpěvák a zpěvák působící v oblasti populární hudby.

## Životopis
V šesti letech začal navštěvoval základní uměleckou školu, hrál na housle a později na pozoun. Vystudoval střední průmyslovou školu.
Hrál v kapele Klub 49 na pozoun. V roce 1984 nastoupil do skupiny Laura a její tygři. S tou koncertoval po Západní Evropě 3 roky. Po odchodu začal hrát v muzikálu Dracula a stal se muzikálovým zpěvákem.
Je také kouč osobního, profesního i firemního růstu. Je koučem s mezinárodně uznávaným certifikátem CPC (Certified Profesional Coach), ICF (International Coach Federation). Koncertuje se svou kapelou Poste Restante.
Od roku 2017 ztvárňuje hlavní roli Simona z Canterville ve hře Oskara Wilda Strašidlo Cantervillské. Společně s Martinem Zounarem nebo Bárou Štěpánovou objíždí každé léto české zámky, kde s představením nejen pro děti vystupují.

## Diskografie

### Poste Restante
- Šišky s mákem (2008)

### Laura a její tygři
- Žár trvá (1988)
- Nebudeme (1990)
- Síla v nás (1992)
- Rituál 199x (1995)
- The best of Laura a její tygři (1994)

### Jiné
- Citová investice (Hapka & Horáček) – Soda okolností
- Hvězdy jako hvězdy (Lucie Bílá) – Anděl a Ďábel
- Jampadampa (Lucie Bílá) – Novamba
- Opary (Lucie Bílá)

### Muzikály
Jako muzikálový zpěvák působil:
- Dracula
- Je třeba zabít Davida
- Tři mušketýři, role Rocherforta
- Angelika
- Johanka z Arku
- Monte Cristo
- Kleopatra
- Láska je láska, role tatínka
- Elixír života
- Robin Hood
- Mona Lisa
- Ať žije rokenrol
- Kat Mydlář
- Hamlet
- Vánoční zázrak
- Tajemství
- Producenti
- Carmen
- Excalibur, role Merlina
- Golem
- Sibyla, královna ze Sáby
- Mefisto
- Iago
- Romeo a Julie
- Doktor Ox